# قز قلعة (مياندوآب)
قز قلعة هي قرية في مقاطعة مياندوآب، إيران. يقدر عدد سكانها بـ 525 نسمة بحسب إحصاء 2016.